# 周思兼 (萬曆進士)
周思兼（？—？），字以施，號海石，福建泉州府南安县人，明朝政治人物。進士出身。

## 生平
萬曆三十七年（1609年）己酉科舉人，四十四年（1616年），登丙辰科二甲十一名進士，工部觀政，授户部主事，四十七年差臨清管倉，四十八年升貴州司員外郎、四川司郎中，天啓元年（1621年）官至山東兖州府知府。

## 家族
曾祖周世英。祖父周學卿。父周尚武。